# 朴鐘学
朴鐘学（パク・チョンハ、朝: 박종학、英: Chong-Ha Park、1957年ないしは1958年 - ）は韓国出身の柔道選手。階級は71kg級。

## 人物
1979年の世界選手権では3位となった。翌年のモスクワオリンピックには韓国がボイコットしたために出場できなかった。1981年の世界選手権では、決勝でフランスのセルジュ・ディオを崩上四方固で破って、韓国の選手として世界大会で初めての金メダルを獲得した。その後、1984年のアジア選手権で2位になったものの、ロサンゼルスオリンピックには出場できなかった。

## 主な戦績
- 1979年 - 世界選手権　優勝
- 1981年 - 世界選手権　優勝
- 1984年 - アジア選手権　2位